# Cinquentinha
Cinquentinha é uma minissérie brasileira produzida e exibida pela TV Globo de 8 a 18 de dezembro de 2009, em 8 capítulos.
Escrita por Aguinaldo Silva e Maria Elisa Berredo, com direção geral e núcleo de Wolf Maya. Teve uma sequência intitulada Lara com Z focada apenas na vida da personagem Lara e sua família.
Contou com Susana Vieira, Marília Gabriela e Betty Lago como protagonistas e Maria Padilha como antagonista.

## Enredo
Quando o milionário Daniel de Carvalho (José Wilker) morre, suas três ex-mulheres precisam se encontrar pela primeira vez para partilhar a herança. Lara Romero (Susana Vieira) é uma atriz arrogante e decadente, que ficou falida após ser demitida da emissora em que trabalhou nos últimos 30 anos por se recusar a fazer papéis de mulheres de mais de 40 anos. Ela é mãe de Celina (Thaís de Campos), mulher submissa que sempre se anulou para trabalhar como assistente de mãe e esconde que o pai de sua filha, Bárbara (Monique Alfradique), é Claus (Dalton Vigh), ex-amante de Lara. Mariana (Marília Gabriela) é uma fotógrafa bem sucedida que vive cercada de jovens para se sentir mais nova, sendo mãe de Becky (Danielle Winits), uma veterinária sem vaidades que vive as turras com o ex-marido, João Alfredo (André Garolli), um pilantra que tenta reconquista-la visando o dinheiro da herança. 
A fotógrafa precisa lidar com a cômica paixão de sua amiga lésbica Leila (Ângela Vieira), com acabou indo para a cama após uma bebedeira, e o ódio do neto, Gabriel (João Pedro Zappa), que a pegou transando com seu melhor amigo Eduardo (Rafael Cardoso). Já Rejane (Betty Lago) gastou todo seu dinheiro pós-divórcio viajando pelo mundo mas, ao retornar, descobre sua que sua casa foi soterrada num deslizamento de terra, tendo que ir morar com seu filho Daniel Junior (Bruno Garcia) e infernizando a namorada dele, Fátima (Daniele Valente). Além disso ela descobre que a neta, Vanessa (Tatyane Goulart), está namorando o traficante Olhão (Fabrício Santiago) e planejando largar os estudos para se mudar para a favela com ele. O encontro das três se mostra explosivo, já que uma foi trocada pela outra sucessivamente, porém elas descobrem pelo advogado Joaquim (Luis Melo) que terão que se unir e tocar as empresas juntas durante um ano para poderem receber a herança ou perderão tudo. No entanto elas não esperavam pela chegada de Leonor (Maria Padilha), antiga amante de Daniel que vivia na Itália e retorna ao Brasil afirmando que teve um filho com ele, Carlo (Pierre Baitelli), rapaz sensual e gay que tenta conquistar João Alfredo.
Ainda há outros personagens, como Bruno (Daniel Ávila), um bonitão namorado de Bárbara e odiado por Lara por seu jeito rebelde; Ed (Rogério Barros), motorista e amante da atriz; Julio (Cássio Reis), advogado que se apaixona por Becky e atrapalha o golpe de João Alfredo; e Eliete (Paola Crosara), uma jornalista obcecada em descobrir o passado pobre de Lara e sua real data de nascimento.

## Elenco
| Interprete         | Personagem                             |
| ------------------ | -------------------------------------- |
| Susana Vieira      | Lara Romero de Carvalho / Aretuza Pena |
| Marília Gabriela   | Mariana Santoro de Carvalho            |
| Betty Lago         | Rejane Batista de Carvalho             |
| Maria Padilha      | Leonor Berganti                        |
| Dalton Vigh        | Claus Martinez                         |
| Thaís de Campos    | Celina Pena de Carvalho                |
| Danielle Winits    | Rebeca Santoro de Carvalho (Becky)     |
| Cássio Reis        | Julio Catão                            |
| André Garolli      | João Alfredo Flores                    |
| Bruno Garcia       | Daniel Batista de Carvalho Júnior      |
| Daniele Valente    | Fátima Madureira                       |
| Luis Melo          | Dr. Joaquim Coutinho                   |
| Ângela Vieira      | Leila Fratelli                         |
| Rafael Cardoso     | Eduardo                                |
| Pierre Baitelli    | Carlo Berganti                         |
| Monique Alfradique | Bárbara Martinez de Carvalho           |
| Daniel Ávila       | Bruno Vilela                           |
| João Pedro Zappa   | Gabriel Flores de Carvalho             |
| Tatyane Goulart    | Vanessa Goulart de Carvalho            |
| Maria Helena Pader | Leontina                               |
| Emiliano Queiroz   | James                                  |
| Paola Crosara      | Eliete                                 |
| Rogério Barros     | Ed                                     |

### Participações especiais
| Interprete          | Personagem               |
| ------------------- | ------------------------ |
| José Wilker         | Daniel Lopes de Carvalho |
| Paolino Raffanti    | Jean Carlo Berganti      |
| Selma Egrei         | Flávia                   |
| Zezé Motta          | Janaína                  |
| Ernesto Piccolo     | Trace                    |
| José Rubens Chachá  | Maciel                   |
| Raquel Fabbri       | Ana Lúcia                |
| Thogun Teixeira     | Vandílson                |
| Michel Bercovitch   | Dr. Vasco                |
| Teca Pereira        | Madame Rúbia             |
| Flávia Viana        | Atriz na novela de Lara  |
| Fabrício Santiago   | Olhão                    |
| André Dale          | Papa                     |
| Ítalo Guerra        | Sávio                    |
| Vânia de Brito      | Soninha                  |
| William Vita        | Patrício                 |
| Laura Proença       | Marcela                  |
| Virgínia Salomé     | Fã de Lara               |
| Cláudio Cinti       | Taxista                  |
| Alexandre Mandarino | Motorista                |
| Paulo Vespucio      | Agente da imigração      |

## Exibição
Foi reexibida na íntegra pelo Viva de 31 de março a 9 de abril de 2014, substituindo Retrato de Mulher e sendo substituída por Labirinto, às 23h10, sendo reexibida novamente de 14 de fevereiro a 4 de abril de 2021, substituindo Anos Dourados e sendo substituída por Amorteamo.

## Audiência
A estreia de Cinquentinha, que foi ao ar no dia 8 de dezembro de 2009, obteve 24 pontos de média, caiu para 22 pontos no dia 9 e marcou 19 pontos com 36% de participação no dia 10.

## Trilha sonora
- "A História de Lilly Braun" (Composição: Chico Buarque/Edu Lobo) - Maria Gadú (tema de abertura)
- "Ne me quitte pas" - Maria Gadú
- "Magra" - Lenine
- "Destiny" - Born to Be Wild
- "Alala" - Cansei de Ser Sexy
- "Jager Yoga" - Cansei de Ser Sexy
- "Rat is dead" - Cansei de Ser Sexy
- "Base de Guantánamo" (Composição: Caetano Veloso) - Arnaldo Antunes